# Afimico Pululu
Afimico Pululu (* 23. März 1999 in Luanda) ist ein angolanisch-französischer Fußballspieler. Er steht seit Juli 2023 bei Jagiellonia Białystok unter Vertrag.

## Karriere

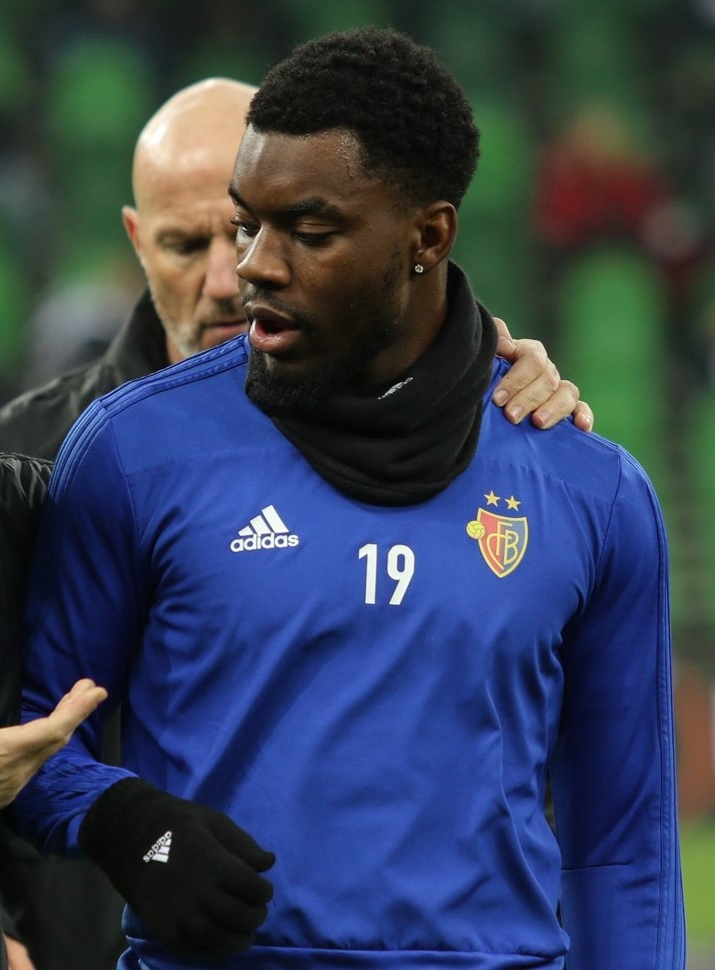
Pululu, 2019

Afimico Pululu stieß im Juli 2013 von der A.S. Coteaux Mulhouse zur Jugendabteilung des FC Basel und durchlief dort sämtliche Stufen bis zur U21-Mannschaft. Im Mai 2017 verlängerte er seine Vertragslaufzeit bis 2020. Zur Vorbereitung auf die Saison 2017/18 wurde Pululu in die erste Mannschaft aufgenommen und erzielte im Testspiel gegen Athletic Bilbao seinen ersten Treffer. Sein Debüt in der Meisterschaft gab er am 5. Spieltag beim Heimspiel gegen den FC Lugano (1:1), als er in der 71. Spielminute für Dimitri Oberlin eingewechselt wurde. Dies blieb sein einziger Einsatz in der ersten Mannschaft in der Saison 2017/18. Für die Rückrunde der Saison 2018/19 wurde er an Neuchâtel Xamax verliehen und kehrte anschließend nach Basel zurück.
Im Januar 2022 wechselte Pululu in die deutsche Bundesliga zur SpVgg Greuther Fürth, bei der er einen bis zum 30. Juni 2024 laufenden Vertrag unterschrieb. Am Ende der Saison stieg er mit der Mannschaft in die 2. Bundesliga ab.
Im Sommer 2023 wechselte er nach Polen und schloss sich Jagiellonia Białystok in der Ekstraklasa an.

## Erfolge und Titel
- Torschützenkönig der UEFA Conference League: 2025